# Furuträsket (Överkalix socken, Norrbotten, 741267-178815)
Furuträsket är en sjö i Överkalix kommun i Norrbotten och ingår i Kalixälvens huvudavrinningsområde.